# Athribis
Pour l’article homonyme, voir Athribis (Haute-Égypte).
 (décembre 2023).
Athribis est le nom grec d'une cité antique égyptienne du delta, dans le Xe nome de Basse-Égypte, « Le grand taureau noir ».
Son nom égyptien est Het-ta-hérieb ou Het-ta-héri-ib ou encore Hout-héry-ib.
Ce site, connu par les archéologues sous le nom arabe de Tell-Athrib, se trouve près de la localité de Benha. Il est connu de nos jours sous le nom de Kom Sidi Youssef.

## Histoire de la ville
Bien qu'il soit attesté par les textes que la ville existait déjà au cours de l'Ancien Empire, et qu'une pyramide en brique crue identifiée et relevée au XIXe siècle soit probablement un témoin de cette haute époque, les vestiges les plus anciens découverts sur le site remontent à la XIIe dynastie. On notera également une stèle de la XIIIe dynastie qui, fait rare méritant d'être mentionné, porte la titulature du pharaon Amenemhat V. Aujourd'hui disparue, la pyramide est quant à elle interprétée comme faisant partie de la série de monuments similaires à trois ou quatre degrés que les pharaons Houni puis Snéfrou construisirent à travers tout le pays. Ces monuments n'avaient pas de fonction funéraire mais, selon l'analyse des égyptologues, devaient davantage marquer la présence d'une institution royale visible par tous, voire d'une résidence secondaire du souverain. Selon cette hypothèse la ville d'Athribis était alors déjà une localité importante, rivale des cités qui possédaient déjà ce type de monument royal tel Abydos ou encore Éléphantine.
On y vénérait un dieu du nom de Kemour, à signification de fertilité, mais aussi le dieu Khentykhety, assimilé au soleil naissant, parfois figuré sous la forme d'un crocodile mais le plus souvent représenté sous la forme d'un dieu hiéracocéphale portant l'épithète de Horus Khenty-Khety, et également d'Osiris qui réside à Athribis.
Les textes et sources connus grâce à différentes œuvres conservées dans les principales collections égyptologiques nous indiquent en effet qu'un temple de cette divinité y avait été édifié au Nouvel Empire. Plusieurs dignitaires du règne de Thoutmôsis III originaires d'Athribis sont ainsi connus pour les dédicaces qu'il laissèrent en l'honneur du dieu et de leur maître et souverain Pharaon. C'est ainsi que Touri qui occupait alors la charge du maire de la ville et de grand prêtre du dieu, non seulement atteste l'intervention du roi dans la ville et ses sanctuaires mais révèle qu'une chapelle ou une partie du temple principal était consacrée à Hathor Nebet Hetepet, littéralement Hathor Maîtresse du Sycomore.
Sous le règne d'Amenhotep III le temple d'Horus Khenty-Khety est restauré ou embelli et l'on suppose que l'une des deux statues célèbres de lions couchés de ce pharaon qui sont conservées au British Museum, provient de ce site, car elle porte la mention du dieu auquel était consacré le temple d'Athribis.
C'est de cette ville qu'était originaire Amenhotep fils de Hapou le célèbre architecte d'Amenhotep III. Ce personnage célèbre de la XVIIIe dynastie qui accéda à de très hautes fonctions dans l'administration royale ne manqua pas d'honorer sa ville natale. Ainsi il fit installer dans le temple d'Horus Khenty-Khety une statue imposante représentant un cobra dressé que l'on a baptisé depuis sa découverte le « Serpent d'Athribis ». Exposé au musée du Caire, il porte outre la titulature du pharaon régnant : Serpent dressé parfait du domaine d'Horus Khenty-Khety.
Amenhotep fils de Hapou laissa de très nombreux textes et dédicaces, le plus souvent en l'honneur de son maître Amenhotep III. L'une d'elles nous renseigne plus particulièrement sur la topographie de la ville antique d'Athribis : « Mon maître fit creuser son lac méridional et son lac septentrional qui sont diaprés de fleurs de lotus ».
Ainsi on peut raisonnablement restituer l'aspect général de la ville pharaonique du Nouvel Empire avec son temple principal au centre bordé au nord et au sud de deux lacs sacrés.
Ramsès II édifia ou agrandit le temple et y érigea deux obélisques en granit noir, dont un exemplaire est actuellement visible et restauré au musée archéologique de Poznań en Pologne et l'autre, fragmentaire, est conservé au Musée du Caire. Ces deux obélisques ont reçu des dédicaces supplémentaires de Mérenptah puis de Séthi II.

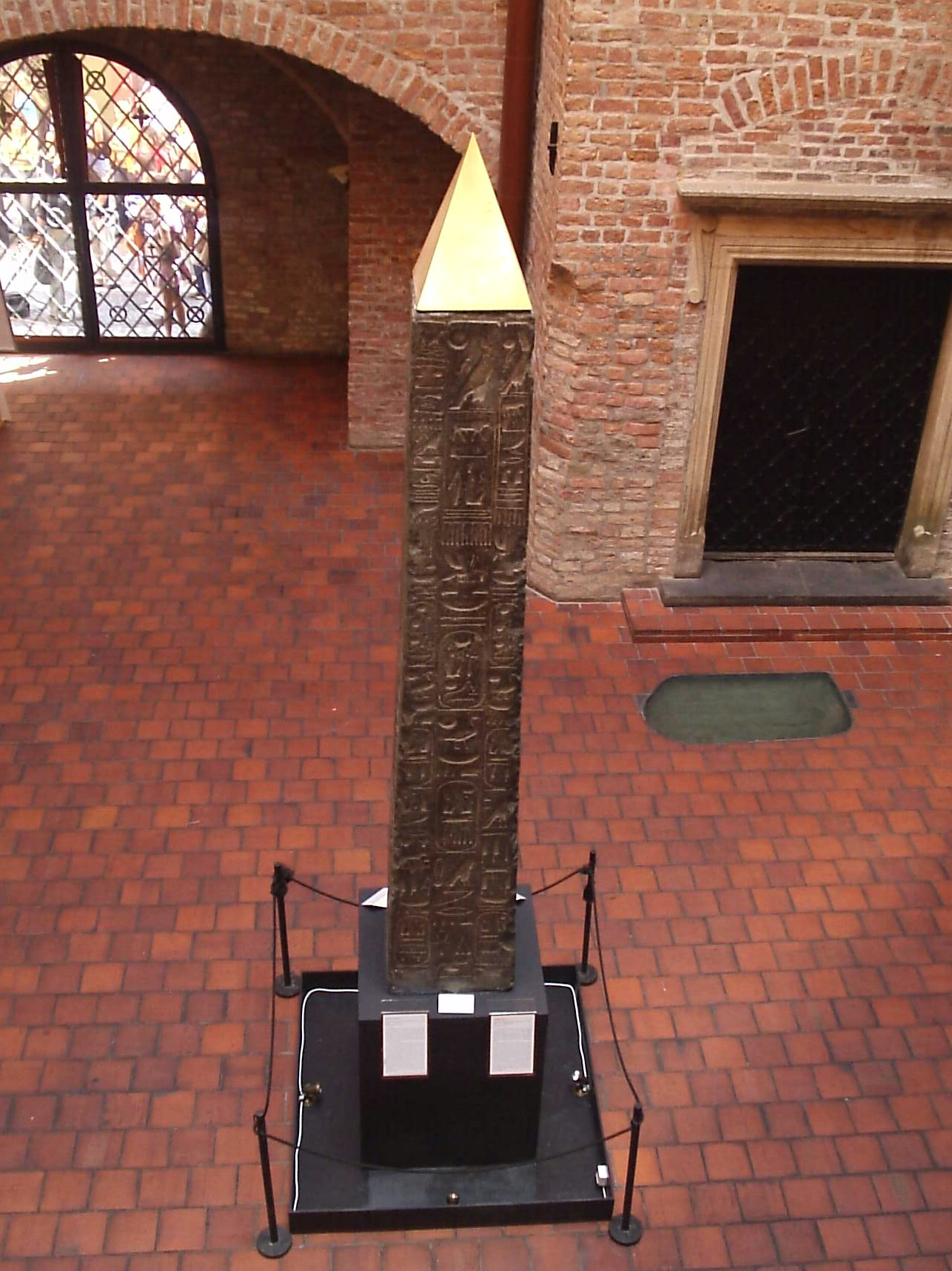
Obélisque de Ramsès II
Musée Archéologique de Poznań

Les bases en quartzite rouge de ces deux obélisques ont été retrouvées et sont actuellement exposées dans les jardins du Musée du Caire.
Une première base avait déjà été enregistrée dans les réserves du tout jeune musée égyptien sans précision sur sa provenance. Puis la deuxième base fut découverte par la mission polonaise qui fouille le site depuis la seconde moitié des années 1940, permettant ainsi d'identifier avec certitude la provenance des deux monuments et leur fonction initiale.
L'ensemble des obélisques plus basses représentent avec quelques reliefs les seuls vestiges monumentaux qui subsistent du temple d'Athribis du Nouvel Empire.
Mérenptah successeur de Ramsès II y a également laissé de nombreux vestiges, et il semble que c'est à partir de cette époque que la ville commença à représenter un véritable rôle stratégique. En effet, un texte de Ramsès III, nous informe qu'un prince local complota contre lui. Le roi indique comment il réduisit cette sédition et fit rénover et embellir pour la circonstance le grand temple d'Athribis.
La cité resta probablement prospère lors de la Troisième Période intermédiaire et put jouir de sa proximité avec les grands centres du delta tels Bubastis ou Tanis. De plus, située à la base du delta du Nil et représentant un lieu stratégique, elle allait bientôt jouer un rôle de toute première importance dans les troubles qui survinrent à la Basse époque notamment dans la lutte qui opposa les kouchites avec les principautés du delta puis quelques décennies plus tard avec l'Assyrie qui convoitait les richesses de la terre du Nil.
C'est en effet depuis Athribis que Psammétique Ier, alors prince du petit royaume qui s'était formé à la suite de l'anarchie libyenne et de la domination kouchite, reprit l'avantage après le retrait des troupes assyriennes et réussit à réunir les Deux Terres en fondant la XXVIe dynastie.
Les découvertes faites sur le site confirment que la ville resta un centre important de la monarchie saïte et conserva ce rôle stratégique tout au long de cette période agitée et bien au-delà lorsque les troupes grecques puis romaines prendront tour à tour le chemin de l'Égypte.

## Fouilles archéologiques

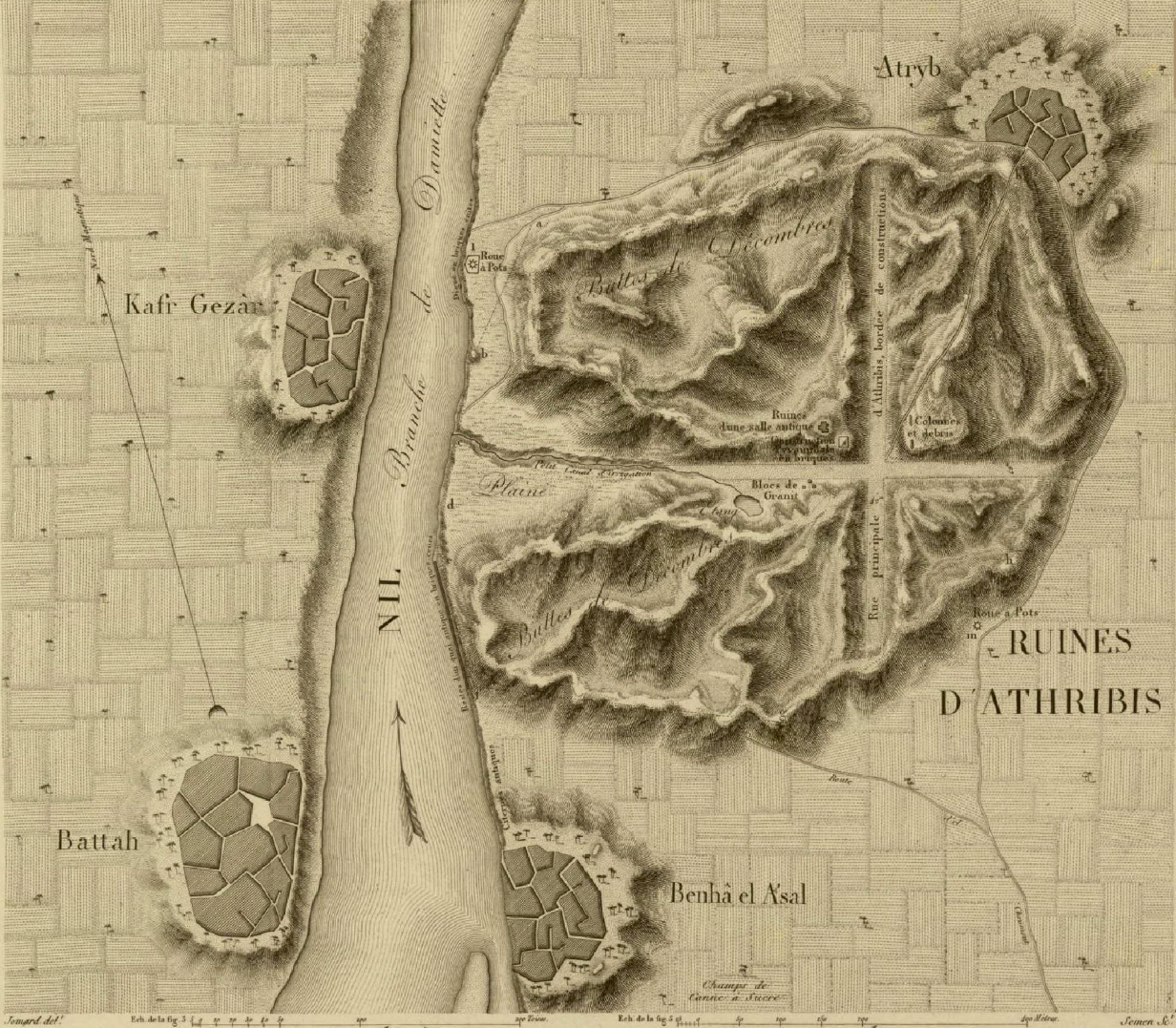
Relevé des ruines d'Athribis publié dans la Description de l'Égypte

La première identification de la cité remonte à l'expédition française d'Égypte, menée par Bonaparte en 1798 - 1799, et dont le plan a été dressé dans la monumentale Description de l'Égypte qui s'ensuivit. Cette description nous présente un vaste tell inexploré, caractéristique des sites du delta et dont seul celui de Tanis peut encore nous donner une évocation aujourd'hui.
Le tell d'Athribis comprenait alors à cette époque de nombreux vestiges visibles et qui ont été depuis perdus. Deux voies d'époque romaine le traversaient de part en part délimitant quatre koms dans lesquels les savants de l’expédition ont pu identifier les monuments suivants :
- les restes d'une pyramide de brique crue, que l'on pense depuis appartenir à une série de monuments similaires que le pharaon Houni de la IIIe dynastie érigea à travers tout le pays ;
- un aqueduc romain ;
- un arc de triomphe ;
- les vestiges du temple d'Horus, comprenant notamment une salle hypostyle, dont les éléments les plus tardifs relevés remontent au règne de Ptolémée XII Néos Dionysos ;
- des blocs de granit ayant appartenu à un temple de Ramsès II, ainsi qu'une triade en granit de cette époque ;
- un autre temple réduit à l'état de ses fondations et quelques tambours de colonnes dont les vestiges étaient encore visibles en 1956.

L'ensemble de ces vestiges promettaient de belles découvertes mais le site ne fut que partiellement exploré au début du XIXe siècle, voire complètement ignoré dans les principaux ouvrages répertoriant les sites majeurs du pays.
Le tell fut fouillé initialement par Mariette en 1852 qui y découvrit des monuments de différentes époques. Il découvrit entre autres un célèbre buste de l'un des tétrarques en porphyre rouge datant du IVe siècle, aujourd'hui exposé au Musée du Caire. En effet, ce buste est d'une facture tout à fait semblable à la statue des tétrarques de Venise, que l'on peut toujours admirer enchâssée dans un angle extérieur de la basilique Saint-Marc de Venise. Or nous savons que cette dernière a été ramenée par les Vénitiens après le pillage de Constantinople lors de la IVe croisade et offerte au saint patron de la Sérénissime en remerciement d'un bon voyage ou d'une bonne fortune. Étrange odyssée de ces statues qui par les hasards de l’archéologie semblent ainsi retrouver leurs origines.

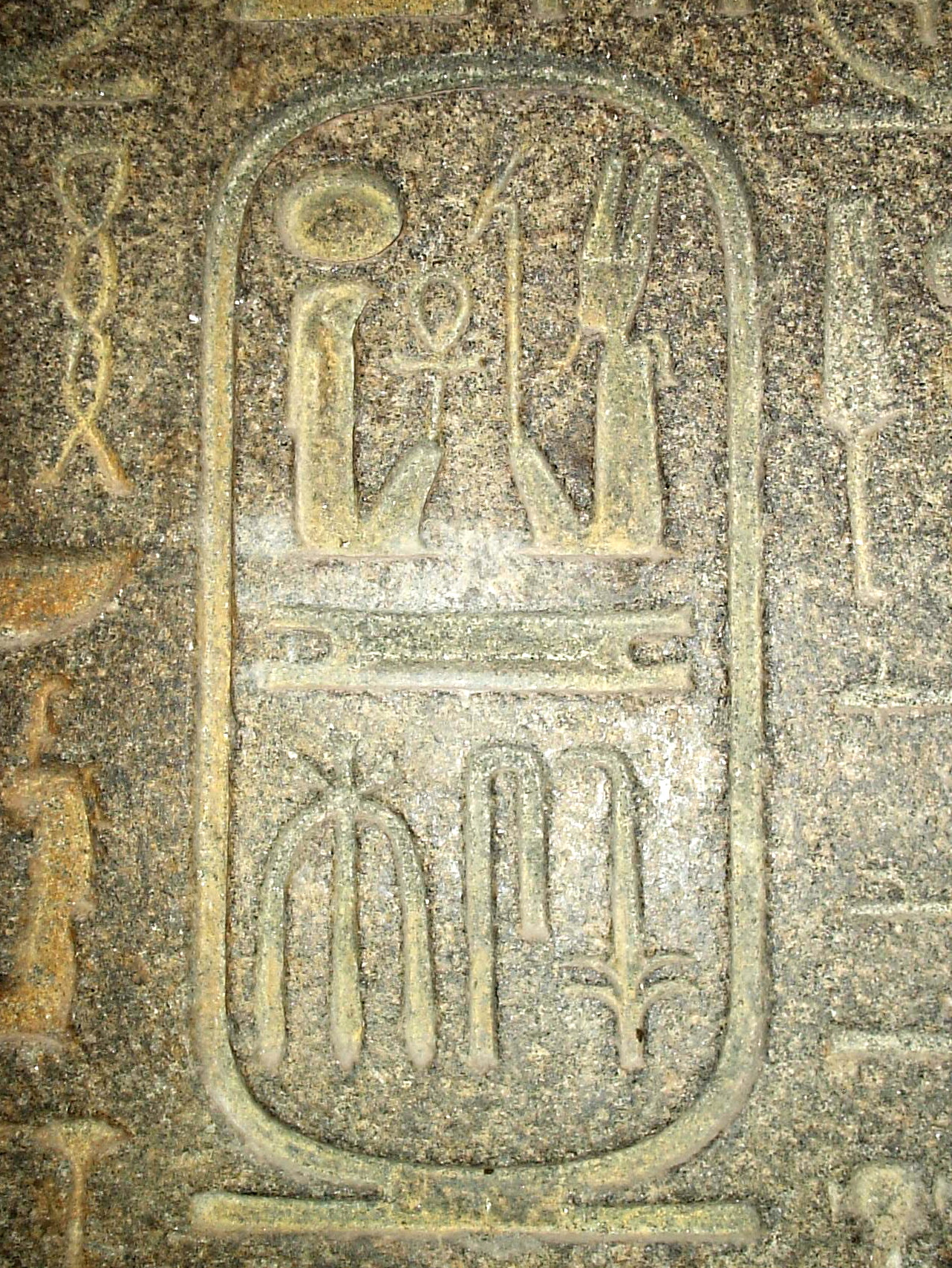
Cartouche de Ramsès II. Détail de l'inscription de l'obélisque de Poznań

La démolition des monuments repérés au début du XIXe siècle commença en 1862 lors de la construction de la ligne de chemin de fer Alexandrie - Le Caire tant et si bien que la plupart disparurent irrémédiablement et que seuls trois petits koms subsistent du gigantesque tell qui autrefois recouvrait la ville antique et sont parvenus jusqu'à nous en relativement bon état, grâce à l'installation de cimetière musulman de cette époque.
En 1882, la moitié d'une grande stèle a été dégagée non loin à Benha. Baptisée « stèle d'Athribis », elle relate la victoire de Mérenptah sur les envahisseurs libyens en l'an 5 de son règne et confirme ainsi qu'un mois après l'annonce de la mobilisation des troupes ennemies sur les frontières occidentales du pays, le roi réussit à les vaincre et à les repousser, faits qu'il relatera sur de nombreux monuments dont la stèle de la Victoire, ou stèle de Mérenptah, découverte dans son temple funéraire de Thèbes est un des exemplaires. La stèle d'Athribis, malgré son état fragmentaire, vient donc corroborer à la fois les faits relatés sur d'autres monuments mais aussi la chronologie précise des évènements.
Bien que trouvée dans la localité voisine, cette stèle provient certainement du temple d'Athribis. Elle a eu, pour l'anecdote, une histoire assez rocambolesque depuis sa découverte. Laissée sur le site jusqu'en 1892, il fut décidé finalement de la rapatrier au tout nouveau Musée du Caire, mais, au cours de son transport, elle tomba dans un canal près du Caire. Elle y restera trente-cinq ans jusqu'en 1927, date à laquelle elle fut repêchée, restaurée et enfin exposée au musée.
Le site a été très bouleversé depuis son identification, notamment par les chercheurs de sebbakh, cette matière fertile produite à partir des vestiges de briques crues dont regorgent les tells du delta. Il est donc difficile de s'y repérer sur place ou même d'en comprendre les ruines. On citera toutefois dans le kom central un temple de la Basse époque reconstruit ou rénové sous Amasis dont un dépôt de fondation a été mis au jour en 1957 par le Centre polonais d'archéologie méditerranéenne du Caire. C'est à proximité de ce temple que fut découverte en 1924 une cache contenant un trésor de cette période constitué de cinquante kilos d'argent en lingots et en bijoux. Ce trésor est depuis exposé au Musée du Caire.
Au nord du site, une nécropole, toujours de la Basse époque, a été dégagée en 1946 dans l'un des koms subsistant, par l'inspecteur du Service des Antiquités égyptiennes, Naguib Farag. Fait remarquable, cette nécropole a livré les vestiges de la tombe de la reine Takhout, épouse royale de Psammétique II. Outre les restes de son sarcophage et de quelques fragments de son mobilier funéraire, une paire de sandale miniature en or y a été trouvée. L'ensemble est également exposé au Musée du Caire. Cette découverte laisse présager qu'une nécropole princière de cette dynastie y avait été aménagée, à moins que cette reine n'ait été elle-même native de la région.
Sans doute les fouilles qui se poursuivent sur le site permettront d'éclairer ce point.
La ville a été prospère sous les Ptolémées. Plusieurs vestiges découverts aux abords du site laissent d'ailleurs supposer que le site fut habité dès le IVe siècle avant notre ère par les troupes macédoniennes qui accompagnèrent Alexandre le Grand dans son périple conquérant et furent laissées stationnées dans la ville car elle représentait alors un site stratégique.
C'est également de cette cité qu'est originaire Djedhor, personnage célèbre pour la statue autobiographique qu'il laissa, sous le règne de Philippe Arrhidheus. En effet, elle appartient au genre statuaire prophylactique qui fleurit à la Basse époque dans les sanctuaires égyptiens. Ces statues couvertes de hiéroglyphes présentent ainsi tout un corpus de textes magiques destinés à protéger et à soigner. Le plus souvent on les trouve accompagnées d'une image d'un Bès panthée ou encore d'une figure d'Harpocrate, divinités réputées particulièrement efficaces dans ce genre de pratique rituelle. Dans le cas qui nous occupe ici, Djedhor s'est fait représenter accroupi, les bras croisés sur une stèle figurant précisément le jeune dieu Harpocrate debout sur deux crocodiles, devant un bassin destiné à recueillir les eaux rituelles qui étaient déversées sur la statue couverte de ces litanies qu'il convenait de réciter en même temps que l'eau était recueillie puis bue par le pèlerin.

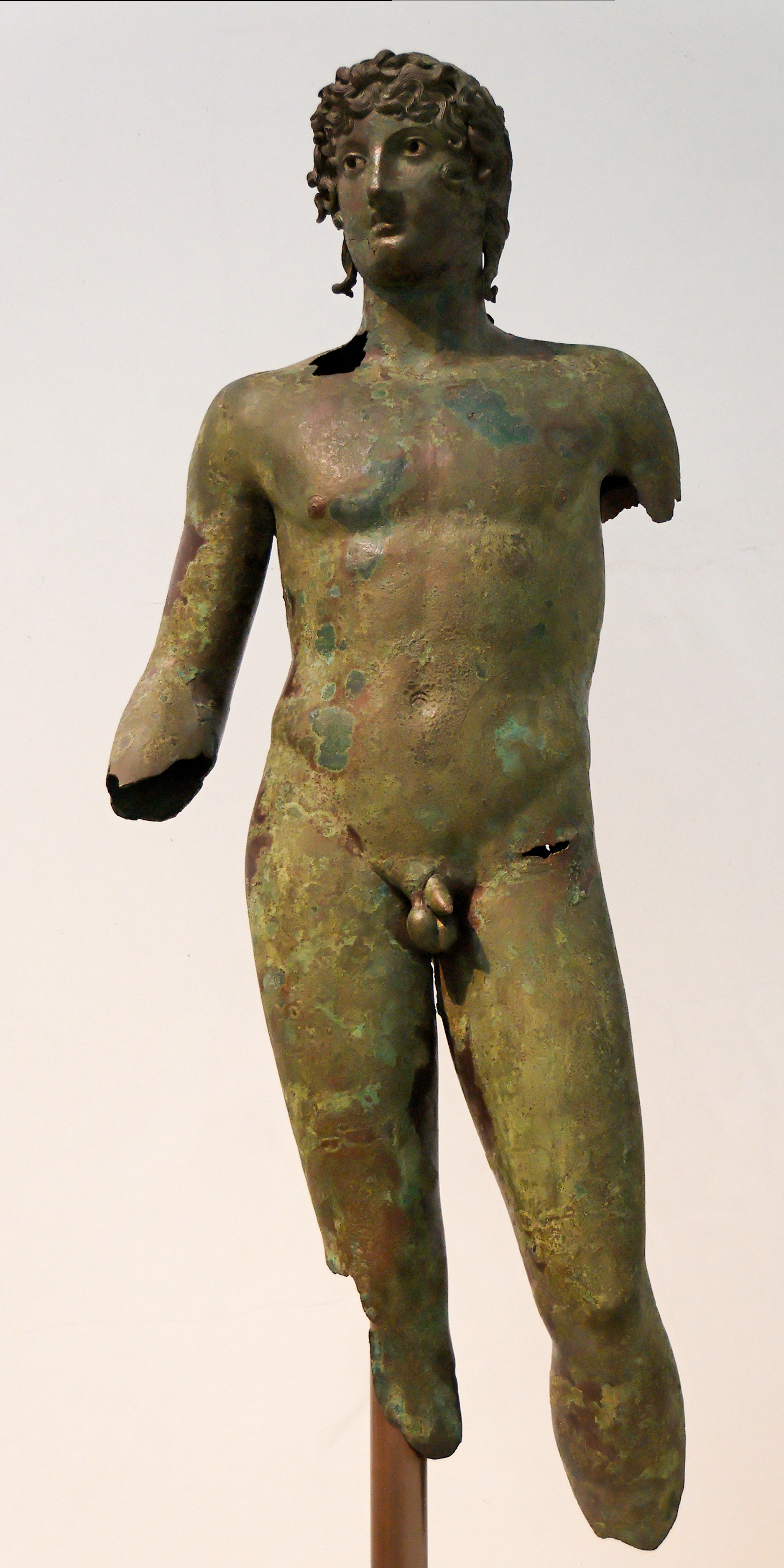
Statue en bronze d'époque romaine découverte à Ziphteh près d'Athribis

Ce qui rend cette statue particulière c'est surtout le fait que sur sa base, assez imposante, Djedhor a fait inscrire un texte autobiographique qui nous renseigne de manière plus précise sur les sanctuaires que contenait la cité. Il a également fait figurer ses enfants à ses côtés.
De toute évidence cette statue provient d'Athribis et sans doute de l'un des sanctuaires que Djedhor cite dans son texte. Conservée au premier étage du Musée du Caire elle devait avoir un pendant car une base identique acquise en 1919, est conservée à l'institut oriental de l'université de Chicago.
Depuis 1985, l'équipe égypto-polonaise dirigée par le professeur Karol Myśliwiec de l'université de Varsovie, qui fouille le site de la ville gréco-romaine non loin du Kom Sidi Youssef, a notamment mis au jour un atelier de production de figurines en terre cuite remontant précisément à cette période et resté en activité tout au long de la période ptolémaïque et au-delà. Le site a livré plus de 260 figurines qui viennent enrichir de manière inédite le répertoire iconographique déjà à disposition pour l'histoire de l'art de cette époque riche en transformations. Ces figurines représentent la plupart du temps des sujets mythologiques ou prophylactiques qui étaient particulièrement prisés dans le monde antique. En plus de ce quartier artisanal les fouilles ont révélé un établissement de bains ptolémaïques, probablement de destination cultuelle, les vestiges d'un centre cultuel dédié à Dionysos et sans doute également à Aphrodite tant des statuettes la représentant y ont été mises au jour, ainsi qu'une villa ptolémaïque qui a livré plusieurs statues en marbre, découverte en 1986.
Deux ans plus tard, la même équipe découvre un trésor monétaire datant de Ptolémée VI ainsi que de nouvelles terres cuites provenant du quartier artisanal dont les constructions s'étalent entre le IIIe siècle avant et le Ier siècle de notre ère et identifié trois ans plus tôt.
Athribis pris surtout de l'importance lors de la domination romaine. Florissante pendant cette période, notamment au IIe siècle de notre ère, les archéologues y ont dégagé la cité.
En 1939, Allan Rowe de l'Institut archéologique de Liverpool, a identifié et fouillé un système de canalisations d'époque romaine, sans doute lié à l'antique aqueduc relevé par les savants de l'expédition d'Égypte. En 1946, peu avant de découvrir la tombe de la reine Takhout, Naguib Farag met au jour un établissement de bains romains. Une décennie plus tard, en 1957, l'équipe du Centre polonais d'archéologie méditerranéenne du Caire découvre un autre établissement thermal de l'époque julio-claudienne, rebâti sous le règne de Trajan puis d'Hadrien et détruit au IIIe siècle pour laisser place à de grandes colonnades en marbre de couleur qui devaient border les fameuses voies romaines qui quadrillaient la cité antique.
Elle était surtout célèbre pendant cette époque pour sa production de céramique et de faïence dont le style égyptisant était très couru à Alexandrie et plus tard dans tout le bassin méditerranéen romain.

## Photos

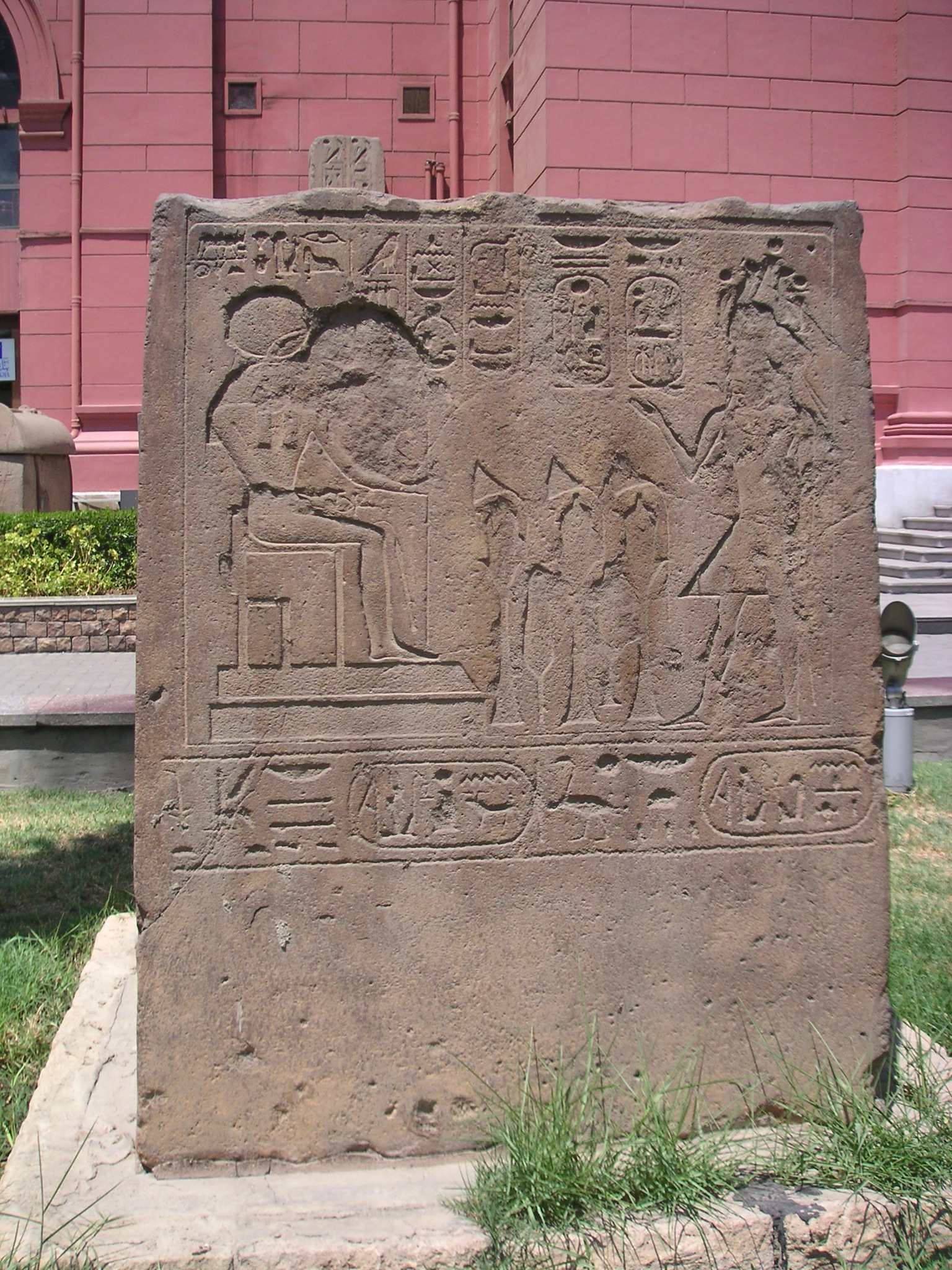
Première base des obélisques d'Athribis : deuxième face. Règnes de Ramsès II et Mérenptah
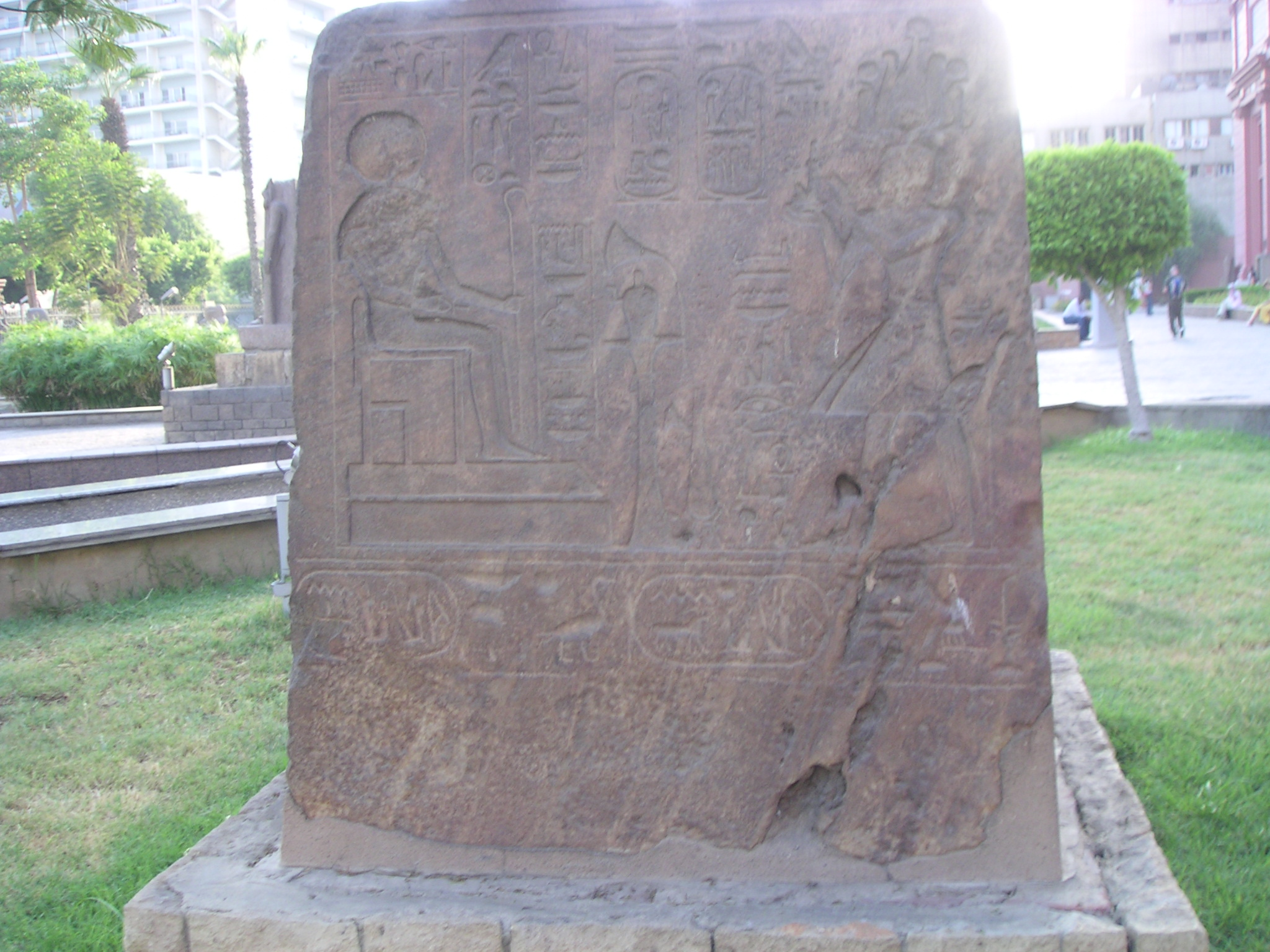
Seconde base des obélisques d'Athribis : quatrième face. Règnes de Ramsès II et Mérenptah